# Antenna
Antenna – jedenasty album studyjny amerykańskiej grupy bluesrockowej ZZ Top z 1994 roku. Jest to pierwsza płyta zespołu wydana przez wytwórnię RCA Records oraz nosząca w tytule nazwę piosenki („Antenna Head”). Klipy promujące album to „Pincushion” (Zemsta panny młodej w stylu klątwy voodoo), „Breakaway” („Romans z wampirzycą”) i „World of Swirl” (wiedoklip promujący film Służba nie drużba).

## Lista utworów
1. „Pincushion” – 4:33 (wokal: Billy Gibbons)
2. „Breakaway” – 4:57 (wokal: Billy Gibbons)
3. „World of Swirl” – 4:08 (wokal: Dusty Hill)
4. „Fuzzbox Voodoo” – 4:42 (wokal: Billy Gibbons)
5. „Girl in a T-Shirt” – 4:10 (wokal: Billy Gibbons)
6. „Antenna Head” – 4:43 (wokal: Dusty Hill)
7. „PCH” – 3:57 (wokal: Billy Gibbons)
8. „Cherry Red” – 4:38 (wokal: Billy Gibbons)
9. „Cover Your Rig” – 5:49 (wokal: Billy Gibbons)
10. „Lizard Life” – 5:10 (wokal: Billy Gibbons)
11. „Deal Goin’ Down” – 4:07 (wokal: Dusty Hill)

(bonus Europa/Japonia) „Everything” – 3:55 (wokal: Billy Gibbons)

## Twórcy i wykonawcy
- Billy Gibbons – śpiew, gitara elektryczna, harmonijka ustna
- Dusty Hill – śpiew, gitara basowa
- Frank Beard – perkusja